# 中非兔
中非兔（学名：Poelagus marjorita）也称薮岩兔、乍得兔、布尼奥罗兔，是兔科中非兔属下唯一一种，分布于中非共和国、刚果民主共和国、南苏丹和乌干达等地。